# Boucheuse
Die Boucheuse ist ein Fluss in Frankreich, der in der Region Nouvelle-Aquitaine verläuft. Sie entspringt unter dem Namen Ruisseau de Puy Roudeaux im Gemeindegebiet von Magnac-Bourg, entwässert generell in südwestlicher Richtung durch ein dünn besiedeltes Gebiet und mündet nach rund 38 Kilometern im Gemeindegebiet von Payzac als rechter Nebenfluss in die Auvézère. Auf ihrem Weg durchquert die Boucheuse die Départements Haute-Vienne, Corrèze und Dordogne.

## Orte am Fluss
(in Fließreihenfolge)
- Meuzac
- Chaufaille, Gemeinde Coussac-Bonneval
- Forge de Faye, Gemeinde Saint-Éloy-les-Tuileries